# Kazajistán en los Juegos Olímpicos de Pyeongchang 2018
Kazajistán estuvo representado en los Juegos Olímpicos de Pyeongchang 2018 por un total de 46 deportistas que compitieron en 9 deportes. Responsable del equipo olímpico fue el Comité Olímpico Nacional de Kazajistán, así como las federaciones deportivas nacionales de cada deporte con participación.
El portador de la bandera en la ceremonia de apertura fue el patinador de velocidad en pista corta Abzal Azhgaliyev.

## Medallistas
El equipo olímpico kazajo obtuvo las siguientes medallas:
| Nombre           | Deporte          | Competición |
| ---------------- | ---------------- | ----------- |
| Oro              |                  |             |
| —                |                  |             |
| Plata            |                  |             |
| —                |                  |             |
| Bronce           |                  |             |
| Yuliya Galysheva | Esquí acrobático | Baches F    |